# Vormerkung

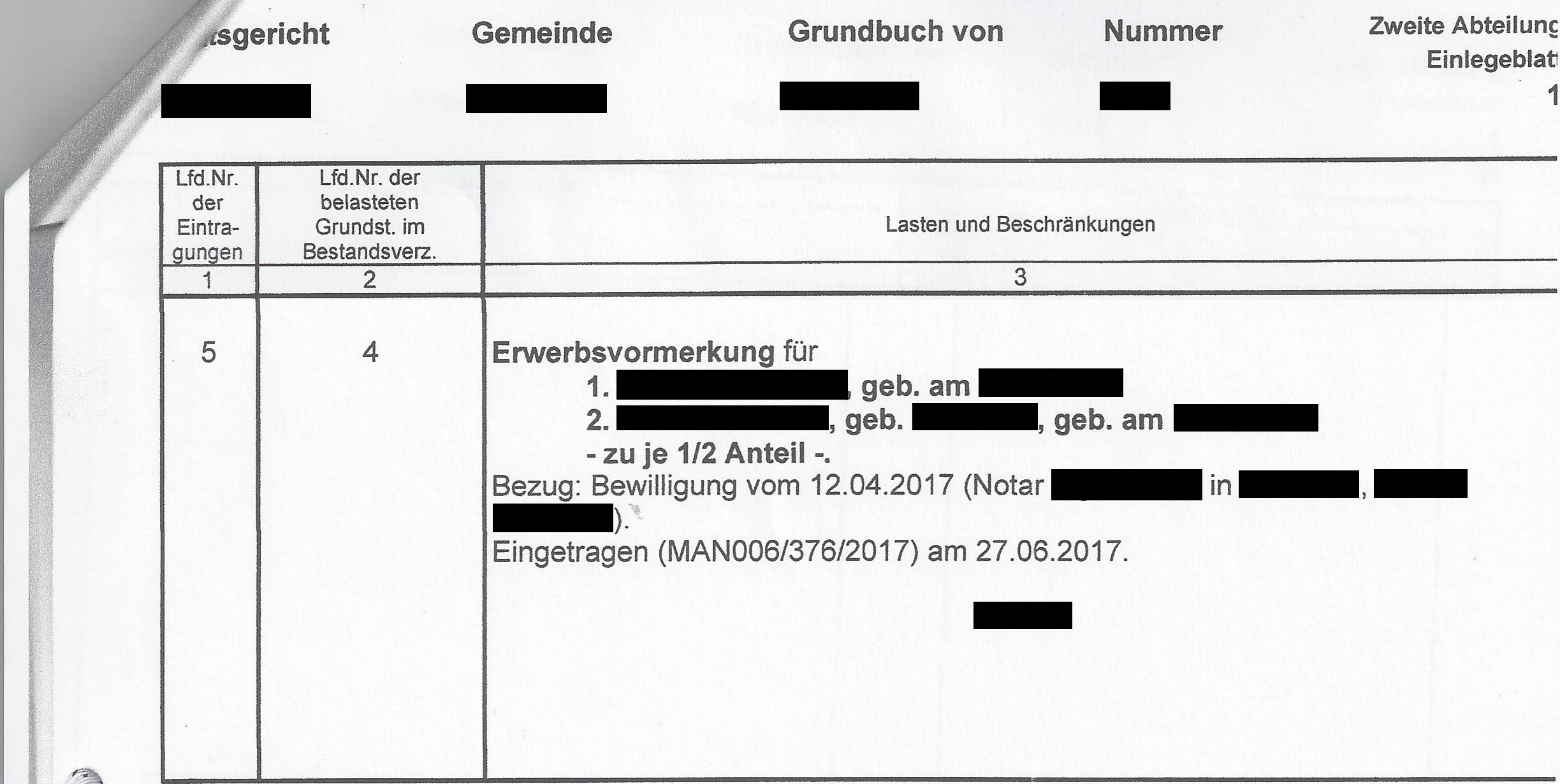
Eintragung einer Vormerkung für zwei Käufer im Grundbuch (Auszug aus dem elektronisch geführten baden-württembergischen Grundbuch)

Eine Vormerkung ist im Grundbuchrecht die dingliche Sicherung eines schuldrechtlichen Anspruchs auf Eintragung oder Löschung eines Rechts an einem Grundstück, grundstücksgleichen Recht oder an einem Grundstücksrecht oder auf Änderung des Inhalts oder des Ranges eines solchen Rechts.

## Allgemeines
Das Rechtsinstitut der Vormerkung gehört zu den umstrittensten Rechtsgebieten im Sachenrecht. Dies ist darauf zurückzuführen, dass sich die Vormerkung nicht in das vorhandene Rechtssystem einordnen lässt. Die Meinungen über das Wesen der Vormerkung lassen sich in zwei große Gruppen aufteilen. Die Anhänger der einen Gruppe gehen von dem Grundgedanken aus, dass durch die Eintragung der Vormerkung der obligatorische Anspruch in ein dingliches Recht verwandelt werde. Die andere Gruppe sieht in der Vormerkung ein Schuldverhältnis.
Die Belastung mit einer Vormerkung geschieht durch Eintragung in Abteilung II des Grundbuchs. Die Vormerkung ist die einzige vorläufige Eintragung, die lediglich für relativ kurze Zeit im Grundbuch verweilt. Tritt die mit ihr bezweckte dingliche Rechtsänderung ein, ist die Vormerkung wieder zu löschen.

## Geschichte
Die Vormerkung (lateinisch praenotatio) ist ein Rechtsbegriff, der nicht dem römischen Recht entstammt. Vielmehr liegt ihr Ursprung im deutschsprachigen Partikularrecht, und zwar im österreichischen Codex Theresianus vom August 1766, in der Preußischen Hypothekenordnung vom Dezember 1783 und dem Allgemeinen Preußischen Landrecht (APL) vom Juni 1794 als „Protestation“. Folge war, dass die „Protestation“ dem Begünstigten Rangsicherung brachte (I 20, § 421 APL). Das österreichische ABGB vom Januar 1812 präsentiert eine Legaldefinition, wonach jemand eine bedingte Eintragung in das öffentliche Buch bewirken konnte, „welche Vormerkung (Pränotation) genannt wird“ (§ 438 ABGB).
Die preußische Grundbuchordnung vom Mai 1872 verwendete erstmals den Begriff der Vormerkung. Schon bei den Vorarbeiten zum BGB war die Vormerkung umstritten. Während man 1888 eine Vormerkung als „vorläufige Eintragung“ zur Sicherung obligatorischer Rechte ablehnte, forderte man später ihre Aufnahme in das BGB, weil sie zum Schutz bestehender Rechte an Grundstücken diene. Das im Januar 1900 in Kraft getretene BGB regelt die Vormerkung in sechs Paragrafen ab § 883 BGB. Die Frage der Rechtsnatur der Vormerkung war bereits 1902 umstritten. „Sie ist aufgeführt im Sachenrecht (Buch 3), unter den allgemeinen Vorschriften über Rechte an Grundstücken (Abschnitt 2); aber sie werde nicht Recht an der Sache, nicht Belastung, nicht einmal ein eingetragenes Recht genannt“.
Bis zur Einführung des Löschungsanspruchs aus § 1179a BGB und § 1179b BGB im Januar 1978 war die Löschungsvormerkung die häufigste Vormerkungsart, weil sie stets bei vor- oder gleichrangigen Grundpfandrechten eingetragen wurde. Heute ist die Auflassungsvormerkung die häufigste Vormerkungsart.

## Deutschland

### Bedeutung
Die Vormerkung ermöglicht es, das Risiko bei der Abwicklung von Grundstücksgeschäften für die Parteien zu minimieren. Die Eintragung der Vormerkung im Grundbuch (§ 883 Abs. 1 S. 1 BGB) verschafft dem künftigen Berechtigten eine gesicherte Rechtsposition, die ihn einerseits vor späteren Verschlechterungen schützt und ihm andererseits ermöglicht, vor Erbringung seiner Gegenleistung zu prüfen, ob sich bis zu diesem Zeitpunkt etwas ereignet hat, weswegen er seine Gegenleistung zurückbehalten kann.
Notwendigkeit und Bedeutung der Vormerkung ergeben sich daraus, dass im deutschen Recht die Verfügung über unbewegliche Sachen (Liegenschaften), also insbesondere Grundstücke, ein mehraktiger und zeitlich gestreckter Vorgang ist, auf den die Vertragsparteien nur begrenzt Einfluss haben. So geht der Verfügung selbst zunächst eine schuldrechtliche Verpflichtung voraus, die durch die Verfügung über das Grundstück bzw. ein Recht an diesem Grundstück erst erfüllt werden soll (Trennungsprinzip). Zur Wirksamkeit dieser Verfügung wiederum ist nicht nur eine dingliche Einigung der Parteien, sondern abschließend die Eintragung der Rechtsänderung in das Grundbuch erforderlich (§ 873 BGB), die das Grundbuchamt vornimmt. Das hängt wiederum von weiteren Voraussetzungen ab, beispielsweise beim Grundstückserwerb von der Vorlage einer Unbedenklichkeitsbescheinigung des Finanzamts. Währenddessen kann es zu Veränderungen der Rechtslage kommen, die die ursprünglich geplante Abwicklung des Geschäfts unmöglich machen. So kann beispielsweise der Inhaber eines Rechts in der Zwischenzeit nachteilige Verfügungen vorgenommen haben, auf das Recht kann im Wege der Zwangsvollstreckung zugegriffen worden sein, die Parteien können in Insolvenz gefallen sein oder die für die Verfügung versprochene Gegenleistung kann an Zahlungsunfähigkeit oder -unwilligkeit scheitern.
Durch Nutzung einer Vormerkung sind den Parteien Vertragsgestaltungen möglich, die diese Risiken ausschließen. Hierzu wird für denjenigen, dem eine Verfügung versprochen worden ist, eine Vormerkung bewilligt und ins Grundbuch eingetragen. Mit dieser Eintragung wird die Vormerkung wirksam und führt dazu, dass Verfügungen und Vollstreckungsmaßnahmen ab diesem Zeitpunkt zwar noch möglich sind (keine „Grundbuchsperre“), aber im Verhältnis zu dem Gesicherten unwirksam sind (§ 883 Abs. 2 BGB); da die Vormerkung aus dem Grundbuch ersichtlich ist, sind auch Vollstreckungsgläubiger bzw. Inhaber inzwischen eingetragener Rechte insoweit nicht schutzwürdig. Auch eine spätere Insolvenz schadet ab diesem Zeitpunkt nicht mehr (§ 106). Der Inhaber der Vormerkung braucht also nur noch zu prüfen, ob es bis zu diesem Zeitpunkt zu vertragswidrigen Verfügungen gekommen ist, und kann, so das nicht der Fall ist, seine Gegenleistung ohne Risiko erbringen. Ist die Gegenleistung erbracht, kann wiederum die versprochene Verfügung ohne Risiko vorgenommen werden.
Beispielsweise besteht beim Erwerb eines Grundstücks für den Käufer das Risiko, im Falle der Vorleistung seinen Kaufpreis zu verlieren, ohne dass ihm das Grundstück wie versprochen übereignet wird, weil der Verkäufer es stattdessen an einen anderen Interessenten veräußert, es abredewidrig mit Grundpfandrechten belastet oder es zur Insolvenzeröffnung oder Zwangsversteigerung kommt. Denn die schuldrechtliche Verpflichtung zur Übereignung an den Käufer hindert den Verkäufer nicht, über das Grundstück noch zugunsten eines Dritten zu verfügen. Ebenso können Dritte noch in das Grundstück zwangsvollstrecken. Dadurch würde die Vertragserfüllung gegenüber dem Käufer unmöglich (§ 275 BGB). Diesem bliebe nur ein Anspruch auf Schadensersatz. Würde umgekehrt der Verkäufer vorleisten und zuerst das Grundstück übereignen, besteht für ihn das Risiko, sein Grundeigentum zu verlieren, ohne dass der Erwerber den versprochenen Kaufpreis entrichtet. Hier bietet sich die Nutzung der Vormerkung an: Nach Eintragung der Vormerkung kann der Käufer durch Einsicht ins Grundbuch überprüfen, ob es bis zu diesem Zeitpunkt zu nachteiligen Verfügungen gekommen ist. Ist dies nicht der Fall, kann er unbesorgt den Kaufpreis entrichten, weil spätere Verfügungen ihm gegenüber unwirksam wären. Nach Eingang des Kaufpreises können dann Auflassung und Eintragung des Eigentumserwerbs vorgenommen werden, sodass das Eigentum am Grundstück übergeht.

### Rechtsnatur
Über die Rechtsnatur der Vormerkung herrscht in der Rechtswissenschaft Streit. Nach überwiegender Meinung ist sie kein beschränktes dingliches Recht, sie zielt lediglich auf eine spätere dingliche Rechtsänderung ab. Denn sie berechtigt oder verpflichtet nicht den jeweiligen Eigentümer des Grundstücks oder den Rechtsinhaber eines sonstigen Rechts am Grundstück, sondern nur die Parteien des vorgemerkten Anspruchs. Sie ist aber auch kein obligatorisches Recht, weil sie infolge der Beschränkung der Verfügungsbefugnis des Eigentümers auch gegen Dritte wirkt. Die Vormerkung wird daher ganz überwiegend als Sicherungsmittel eigener Art („sui generis“) eingestuft. Sie ist ein Sicherungsrecht eigener Art, das schuld- und sachenrechtliche Elemente vermengt. Gemessen an ihren Rechtsfolgen sichert die Vormerkung den Anspruch auf eine spätere dingliche Rechtsänderung (Auflassung, Eintragung einer Grundschuld, Löschung einer Dienstbarkeit). Sie schützt durch ihre rangsichernde Wirkung vor späteren nachteiligen Verfügungen des Vormerkungsschuldners und sichert so die künftige Erfüllung des vorgemerkten Anspruchs.

### Entstehung und Voraussetzungen der Vormerkung

#### Bestehen eines sicherungsfähigen Anspruchs
Die Vormerkung dient der Sicherung eines Anspruchs (§ 883 Abs. 1 BGB). Der Bestand und der Umfang der Vormerkung hängen deshalb von dem Bestand des gesicherten Anspruchs ab (strenge Akzessorietät der Vormerkung). Erforderlich ist insbesondere, dass der der Vormerkung zugrundeliegende Grundstückskaufvertrag formwirksam geschlossen wurde, also alle wesentlichen Vertragselemente notariell beurkundet worden sind.

#### Bewilligung der Vormerkung
Die Vormerkung entsteht konstitutiv durch Eintragung im Grundbuch, wozu materiell-rechtlich keine dingliche Einigung nach § 873 BGB, sondern lediglich eine Bewilligung erforderlich ist (§ 885 Abs. 1 S. 1 BGB).
Verfahrensrechtlich bedarf es – neben einem Antrag gemäß § 13 GBO – einer Bewilligung gemäß § 19, § 29 GBO, die zwar regelmäßig mit der materiellrechtlichen Bewilligung zusammenfällt, aber rechtstechnisch von ihr zu unterscheiden ist.
Diese Rechtshandlungen sind umgekehrt auch den Fall der Löschung einer Vormerkung erforderlich.
Die Vormerkung wird obsolet und ist damit löschungsfähig, wenn der durch sie gesicherte dingliche Anspruch (etwa die Übereignung des Grundstücks) im Grundbuch vollzogen ist. Sie ist nicht selbständig übertragbar, sondern geht mit der Übertragung des zu sichernden Anspruchs gemäß § 401 BGB auf den Erwerber über. Erklärt der Betroffene die Bewilligung nicht freiwillig, kann sie durch eine einstweilige Verfügung des Amtsgerichts, in dessen Bezirk das Grundstück belegen ist, erzwungen werden (§ 885 BGB, § 942 Abs. 2 ZPO).

#### Eintragung ins Grundbuch
Schließlich muss die Vormerkung in das Grundbuch eingetragen werden (§ 883 Abs. 1 S. 1 BGB). Die Eintragung erfolgt in der 2. Abteilung. Mit der Eintragung wird die Vormerkung wirksam, die Eintragung wirkt konstitutiv (§ 892 Abs. 1 Satz 2 Fall 1 BGB).

#### Berechtigung des Bewilligenden
Die Bewilligung ist eine Verfügung gemäß § 893 Fall 2 BGB. Geschützt ist daher der gute Glaube an die Berechtigung des Bewilligenden (§ 892 BGB). Auch bei fehlender Verfügungsbefugnis ist die Bewilligung daher wirksam, es sei denn, dass der Käufer die fehlende Befugnis kannte.
Der redliche Erwerb einer im Wege der einstweiligen Verfügung erzwungenen Vormerkung ist hingegen nicht möglich, da es am rechtsgeschäftlichen Erwerb fehlt, den § 892 BGB voraussetzt.
Eine eventuelle Verfügungsbeschränkung, die den guten Glauben zerstören könnte, muss zu ihrer Wirksamkeit aus dem Grundbuch ersichtlich sein (§ 892 Abs. 1 Satz 2 BGB).

### Arten
- Auflassungsvormerkung: Sie dient bei bereits vermessenen Grundstücken zur Sicherung des Anspruchs auf Eigentumsverschaffung (Erwerbsvormerkung). Bei nicht vermessenen Grundstücksflächen spricht man von einer Auflassungsvormerkung, doch in der Praxis werden beide Begriffe synonym verwendet. Die Auflassungsvormerkung sichert den Anspruch auf Verschaffung des Eigentums, ist aber ein Sicherungsrecht eigener Art und kein gegenüber dem Eigentum wesensgleiches Minus.[19]
- Die gesetzlich besonders geregelte Löschungsvormerkung (§§ 1179 ff. BGB) dient der Löschung einer Hypothek, wenn diese zur endgültigen Eigentümergrundschuld geworden ist.
- Die Amtsvormerkung (§ 18 Abs. 2 GBO) ist von Amts wegen einzutragen, wenn vor der Erledigung eines Antrags eine andere Eintragung beim Grundbuchamt beantragt wird, durch die dasselbe Recht betroffen wird.
- Die Vormerkung nach § 28 BauGB ist erforderlich, wenn die Gemeinde von ihrem gesetzlichen Vorkaufsrecht Gebrauch machen will.
- Die Vormerkung nach § 34 Abs. 1 Nr. 3 VermG: Bei der Rückübertragung von Grundstücken im Rahmen der Regelung offener Vermögensfragen durch Enteignung ist bei sofort vollziehbaren behördlichen Entscheidungen die Eintragung einer Vormerkung möglich.

Löschungsvormerkung und Löschungsanspruch können sich sowohl gegen eine Hypothek als auch gegen eine Grundschuld/Sicherungsgrundschuld richten (§ 1192 Abs. 1 BGB). Der Löschungsanspruch ist gemäß § 1179a Absatz 1 Satz 3 BGB dinglich so gesichert, als wäre für ihn gleichzeitig mit dem begünstigten Grundpfandrecht eine Vormerkung im Grundbuch eingetragen.

### Wirkung der Vormerkung

#### Rangwirkung
Der Rang eines Rechts, das im Grundbuch eingetragen wird, beurteilt sich nach dem Zeitpunkt der Eintragung (§ 879 BGB). Gem. § 17 GBO darf die später beantragte Eintragung nicht vor der Erledigung des früher gestellten Antrags erfolgen. Ist eine Vormerkung ins Grundbuch eingetragen, so wirkt die spätere Eintragung als Eigentümer zurück auf den Zeitpunkt der Eintragung der Vormerkung (§ 883 Abs. 3 BGB).

#### Relative Verfügungsbeschränkung
Eine Verfügung, die nach der Eintragung der Vormerkung über das Grundstück getroffen wird, ist nach § 883 Abs. 2 S. 1 BGB „insoweit unwirksam, als sie den Anspruch vereiteln oder beeinträchtigen würde“ (relative Unwirksamkeit). Ob und inwieweit die Verfügung den gesicherten Anspruch vereitelt oder beeinträchtigt, bestimmt sich nach dem Inhalt der Forderung.
Gegenüber dem aus der Vormerkung berechtigten Grundstückskäufer ist daher insbesondere eine auf weitere Übereignung des Grundstücks gerichtete Verfügung unwirksam. Der Verkäufer kann dem durch Eintragung gesicherten Vormerkungsberechtigten deshalb weiterhin das Eigentum am Grundstück verschaffen.
Die weitere Verfügung ist dagegen gegenüber jedem Dritten wirksam und wird vom Grundbuchamt eingetragen, auch wenn sie gegen die Vormerkung verstößt. Es tritt keine sog. Grundbuchsperre ein. Der Vormerkungsberechtigte kann jedoch von dem Dritten die Zustimmung zur Löschung dieser Eintragung verlangen (§ 888 BGB). Das gilt auch gegenüber Verfügungen im Wege der Zwangsvollstreckung, etwa gegenüber dem Gläubiger einer Zwangshypothek oder gegenüber Verfügungen eines Insolvenzverwalters (§ 883 Abs. 2 Satz 2, § 888 Abs. 1 BGB).

### Erlöschen der Vormerkung
Die Vormerkung erlischt mit der Eintragung des gesicherten Rechts, wenn also der Käufer als neuer Eigentümer eingetragen wird oder mit ihrer Löschung. Der von der Vormerkung betroffene Verkäufer hat einen Anspruch auf Löschung, wenn dem gesicherten Anspruch eine dauernde Einrede entgegensteht (§ 886 BGB), etwa wenn der Anspruch des Käufers auf Übertragung des Eigentums an dem Grundstück gem. § 196 BGB verjährt ist oder wenn der Käufer den Kaufpreis nicht bezahlt (Einrede des nicht erfüllten Vertrags).
Die Vormerkung erlischt wegen der strengen Akzessorietät auch mit dem Erlöschen des gesicherten Anspruchs, etwa wenn der Grundstückskaufvertrag von dem Verkäufer wirksam angefochten wird oder er von dem Vertrag zurücktritt, ferner nach Aufhebung einer einstweiligen Verfügung (§ 936, § 927 ZPO).
Um zu verhindern, dass der Verkäufer für den Fall, dass der Käufer nicht zahlt, auf dem Gerichtsweg die Löschung der Auflassungsvormerkung bewirken muss, enthält der notarielle Kaufvertrag oftmals eine Klausel, die für einen solchen Fall eine Löschungsbewilligung oder eine entsprechende Vollmacht des Notars vorsieht.

### Übertragung der Vormerkung
Die streng akzessorische Vormerkung ist an den gesicherten Anspruch gebunden. Wird der zu sichernde Anspruch abgetreten (§ 398 ff. BGB), geht die Vormerkung analog § 401 BGB mit über. Mit der Eintragung des neuen Anspruchsinhabers wird das Grundbuch insoweit berichtigt, die Eintragung wirkt in diesem Fall nicht konstitutiv.
Obwohl die Vormerkung hier ebenfalls nicht durch Rechtsgeschäft übergeht, sondern kraft Gesetzes, hält die Rechtsprechung einen gutgläubigen Erwerb – anders als bei der im Wege der einstweiligen Verfügung erzwungenen Vormerkung – für möglich. Dass gesetzlicher Erwerb mit dem Schutz des guten Glaubens vereinbar ist, ergibt sich beispielsweise aus § 1155 BGB. Zudem entspricht die gesetzliche Regelung des § 401 BGB nur dem, was vernünftige Parteien für den Übergang der Vormerkung vereinbaren würden. Insofern ist die Gleichbehandlung mit dem rechtsgeschäftlichen Erwerb gerechtfertigt.

### Kosten der Vormerkung
Die Kosten für die Eintragung der Auflassungsvormerkung gehören zu den Nebenkosten beim Kauf einer Immobilie. Sie werden entsprechend des Immobilienwerts berechnet und betragen in der Regel die Hälfte der Gebühr, die später für die endgültige Eintragung ins Grundbuch fällig wird. Typischerweise entsprechen diese Ausgaben etwa 0,5 Prozent des Kaufpreises der Immobilie. Es können jedoch auch andere Faktoren wie potenzielle Löschungsgebühren eine Rolle spielen.

## Österreich
Auch in Österreich ist für den rechtsgeschäftlichen Erwerb des Eigentums an einer unbeweglichen Sache die Eintragung gemäß § 431 ABGB in das Grundbuch erforderlich.
Die Eintragung einer Vormerkung (Pränotation) dient dem bedingten Rechtserwerb. Die Eintragung bewirkt nur nach Erfüllung bestimmter Bedingungen (Rechtfertigung) den Erwerb des Eigentums (Einverleibung). Die Vormerkung erfolgt, wenn die zur Eintragung erforderlichen Urkunden noch nicht allen Erfordernissen entsprechen (§ 438 ABGB).
In § 432 ABGB ist für den Kaufvertrag die Ausfertigung einer beglaubigten Urkunde oder öffentlichen Urkunde, die für die Eintragung in das Grundbuch notwendig sind, gefordert. Wenn der Erwerber nicht alle Urkunden besitzt, die für die Einverleibung erforderlich sind, kann er dennoch eine bedingte Eintragung in das Grundbuch bewirken. Dadurch erhält er ein bedingtes Eigentumsrecht, das ihn ab dem Zeitpunkt des ordnungsgemäß eingereichten Vormerkungsgesuchs vor Verfügungen des Alteigentümers schützt. Sobald die noch fehlenden Urkunden beigebracht werden, gilt die bedingte Eintragung als „gerechtfertigt“ und wirkt dann wie eine Einverleibung.

## Schweiz
Nach Abschluss eines schuldrechtlichen Kaufvertrags über ein Grundstück ist zur Sicherung der bevorstehenden Eintragung des Käufers als neuer Eigentümer gemäß Art. 959, Art. 961 ZGB eine vorläufige Eintragung im Grundbuch möglich. Eine derartige Vormerkung bewirkt eine „Verdinglichung obligatorischer Rechte“ in dem Sinne, dass Dritte das vorgemerkte Recht gegen sich gelten lassen müssen und zerstört den guten Glauben Dritter an einen unbelasteten Eigentumserwerb nach Art. 973 ZGB. Denn die Vormerkung dokumentiert eine beschränkte Verfügungsmacht des Grundeigentümers aufgrund seiner Pflicht zur Eigentumsverschaffung gegenüber dem Käufer aus Art. 184 OR.
Die Anmeldungen zur Eintragung in das Grundbuch werden gemäß Art. 948 ZGB nach ihrer zeitlichen Reihenfolge in ein Tagebuch eingetragen, in dem auch Datum und Uhrzeit des Eingangs festgehalten sind. Dadurch wird das Prioritätsprinzip (Rangwirkung) der Vormerkung gewahrt (Wer zuerst kommt, mahlt zuerst.)

## Sonstiges
In der Umgangssprache wird unter Vormerkung auch jede verbindliche Reservierung verstanden.